# Bătdâmbâng
Bătdâmbâng (khm. ស្រុកបាត់ដំបង) – dystrykt (srŏk) w północno-zachodniej Kambodży, w prowincji Bătdâmbâng. W 1998 roku zamieszkiwany przez 116 793 mieszkańców. Siedzibę administracyjną stanowi miasto Bătdâmbâng.

## Podział administracyjny
W skład dystryktu wchodzi 10 gmin (khum):
- Tuol Ta Aek
- Preaek Preăh Sdach
- Rôttanak
- Châmkar Sâmraông
- Sla Kaet
- Kdol Doun Teav
- Ou Mal
- Voat Kor
- Ou Char
- Svay Pao

## Kody
- kod HASC[2] (Hierarchical administrative subdivision codes) – KH.BA.BD
- kod NIS[2] (National Institute of Statistics- district code) – 0203